# إيست سونورا (كاليفورنيا)
إيست سونورا (بالإنجليزية: East Sonora CDP, California)‏ هي منطقة سكنية تقع بولاية كاليفورنيا في الولايات المتحدة. تبلغ مساحتها 6.425 كم2، وترتفع عن سطح البحر 642 م، بلغ عدد سكانها 2,266 نسمة في عام 2010 حسب إحصاء مكتب تعداد الولايات المتحدة وتصل الكثافة السكانية فيها 352.7 نسمة لكل كيلومتر مربع (913.5/ميل2).

## التركيبة السكانية
حدّد مكتب تعداد الولايات المتحدة بيانات التركيبة السكانية لإيست سونورا في تعداد الولايات المتحدة. في ما يلي، التركيبة السكانية حسب تعدادي 2000 و2010.

### تعداد عام 2000
بلغ عدد سكان إيست سونورا 2,078 نسمة بحسب تعداد عام 2000، وبلغ عدد الأسر 1,064 أسرة وعدد العائلات 600 عائلة مقيمة في المنطقة السكنية. في حين سجلت الكثافة السكانية 323.4 نسمة لكل كيلومتر مربع (837.6/ميل2). وبلغ عدد الوحدات السكنية 1,145 وحدة بمتوسط كثافة قدره 178.2 لكل كيلومتر مربع (461.5/ميل2).
وتوزع التركيب العرقي للمنطقة السكنية بنسبة 93.98% من البيض و0.82% من الأمريكيين الأفارقة و0.48% من الأمريكيين الأصليين و0.67% من الأمريكيين ذوي الأصول الآسيوية و0.05% من سكان جزر المحيط الهادئ و0.96% من الأعراق الأخرى و3.03% من عرقين مختلطين أو أكثر و6.11% من الهسبانيون أو اللاتينيون من أي عرق.
بلغ عدد الأسر 1,064 أسرة كانت نسبة 16.8% منها لديها أطفال تحت سن الثامنة عشر تعيش معهم، وبلغت نسبة الأزواج القاطنين مع بعضهم البعض 46.3% من أصل المجموع الكلي للأسر، ونسبة 7% من الأسر كان لديها معيلات من الإناث دون وجود شريك، بينما كانت نسبة 3% من الأسر لديها معيلون من الذكور دون وجود شريكة وكانت نسبة 43.6% من غير العائلات. تألفت نسبة 39.8% من أصل جميع الأسر من عدة أفراد يعيشون في نفس المنزل ونسبة 30.3% كانت تتألف من شخص يعيش بمفرده يبلغ من العمر 65 عاماً أو أكثر. وبلغ متوسط حجم الأسرة المعيشية 1.94، أما متوسط حجم العائلات فبلغ 2.53.
بلغ العمر الوسطي للسكان 59.8 عاماً. وكانت نسبة 15% من القاطنين تحت سن الثامنة عشر، وكانت نسبة 3.5% بين الثامنة عشر والرابعة والعشرين عاماً، ونسبة 14.9% كانت واقعةً في الفئة العمرية ما بين الخامسة والعشرين والرابعة والأربعين عاماً، ونسبة 23.9% كانت ما بين الخامسة والأربعين والرابعة والستين، ونسبة 41.8% كانت ضمن فئة الخامسة والستين عاماً فما فوق. يوجد لكل 100 أنثى 81.4 ذكر، ويوجد لكل 100 أنثى في الثامنة عشر من عمرها فما فوق 78.2 ذكر.
بلغ متوسط دخل الأسرة في المنطقة السكنية 34,922 دولارًا، أما متوسط دخل العائلة فبلغ 50,222 دولارًا. وكان متوسط دخل الذكور 46,250 دولارًا مقابل 23,250 دولارًا للإناث. وسجل دخل الفرد الخاص بالمنطقة السكنية 23,254 دولارًا. وكانت نسبة 2.8% من العائلات ونسبة 5.4% من السكان تحت خط الفقر، وكان من هؤلاء نسبة 0% تحت سن الثامنة عشر ونسبة 8.7% في الخامسة والستين من العمر وما فوق.

### تعداد عام 2010
بلغ عدد سكان إيست سونورا 2,266 نسمة بحسب تعداد عام 2010، وبلغ عدد الأسر 1,150 أسرة وعدد العائلات 528 عائلة مقيمة في المنطقة السكنية. في حين سجلت الكثافة السكانية 352.7 نسمة لكل كيلومتر مربع (913.5/ميل2). وبلغ عدد الوحدات السكنية 1,279 وحدة بمتوسط كثافة قدره 199.1 لكل كيلومتر مربع (515.7/ميل2).
وتوزع التركيب العرقي للمنطقة السكنية بنسبة 93.95% من البيض و0.31% من الأمريكيين الأفارقة و0.71% من الأمريكيين الأصليين و1.41% من الأمريكيين ذوي الأصول الآسيوية و0.04% من سكان جزر المحيط الهادئ و1.54% من الأعراق الأخرى و2.03% من عرقين مختلطين أو أكثر و6.71% من الهسبانيون أو اللاتينيون من أي عرق.
بلغ عدد الأسر 1,150 أسرة كانت نسبة 14.5% منها لديها أطفال تحت سن الثامنة عشر تعيش معهم، وبلغت نسبة الأزواج القاطنين مع بعضهم البعض 36.7% من أصل المجموع الكلي للأسر، ونسبة 7% من الأسر كان لديها معيلات من الإناث دون وجود شريك، بينما كانت نسبة 2.3% من الأسر لديها معيلون من الذكور دون وجود شريكة وكانت نسبة 54.1% من غير العائلات. تألفت نسبة 47.3% من أصل جميع الأسر من عدة أفراد يعيشون في نفس المنزل ونسبة 34.2% كانت تتألف من شخص يعيش بمفرده يبلغ من العمر 65 عاماً أو أكثر. وبلغ متوسط حجم الأسرة المعيشية 1.87، أما متوسط حجم العائلات فبلغ 2.62.
بلغ العمر الوسطي للسكان 60.4 عاماً. وكانت نسبة 12.7% من القاطنين تحت سن الثامنة عشر، وكانت نسبة 5.6% بين الثامنة عشر والرابعة والعشرين عاماً، ونسبة 13.9% كانت واقعةً في الفئة العمرية ما بين الخامسة والعشرين والرابعة والأربعين عاماً، ونسبة 24.6% كانت ما بين الخامسة والأربعين والرابعة والستين، ونسبة 43.2% كانت ضمن فئة الخامسة والستين عاماً فما فوق. وتوزع التركيب الجنسي للسكان بنسبة 42.8% ذكور و57.2% إناث.